# Рокі-Форд (Оклахома)
Рокі-Форд (англ. Rocky Ford) — переписна місцевість (CDP) в США, в окрузі Делавер штату Оклахома. Населення — 283 особи (2020).

## Географія
Рокі-Форд розташоване за координатами 36°10′30″ пн. ш. 94°54′41″ зх. д. / 36.17500° пн. ш. 94.91139° зх. д. (36.174949, -94.911390).  За даними Бюро перепису населення США в 2010 році переписна місцевість мала площу 6,23 км², уся площа — суходіл.

## Демографія
Згідно з переписом 2010 року, у переписній місцевості мешкала 61 особа в 19 домогосподарствах у складі 17 родин. Густота населення становила 10 осіб/км².  Було 21 помешкання (3/км²).
Расовий склад населення:
| - 52,5 % — білих - 31,1 % — корінних американців |

До двох чи більше рас належало 16,4 %. Частка іспаномовних становила 1,6 % від усіх жителів.
За віковим діапазоном населення розподілялося таким чином: 31,1 % — особи молодші 18 років, 57,4 % — особи у віці 18—64 років, 11,5 % — особи у віці 65 років та старші. Медіана віку мешканця становила 38,8 року. На 100 осіб жіночої статі у переписній місцевості припадало 134,6 чоловіків;  на 100 жінок у віці від 18 років та старших — 110,0 чоловіків також старших 18 років.
Середній дохід на одне домашнє господарство  становив 67 950 доларів США (медіана — 52 500), а середній дохід на одну сім'ю — 74 907 доларів (медіана — 53 750). 
Цивільне працевлаштоване населення становило 30 осіб. Основні галузі зайнятості: виробництво — 33,3 %, освіта, охорона здоров'я та соціальна допомога — 23,3 %, будівництво — 20,0 %.